# 皇宇 (ZECO)
皇宇（ZECO），本名陳皇宇（1980年8月10日—），臺灣男性漫畫家，擅長設計機械、美少女、軍武題材，2009年在中央研究院數位文化中心邀約下於其所屬漫畫綜合雜誌《CCC創作集》繪製了《陽炎少女丹陽》的一系列插圖，發表後在日本獲得迴響，以此為契機，2011年在日本COMIC GUM月刊展開了漫畫作品《鋼鐵少女》的連載，可說是戰艦擬人化風潮的先驅，並展開多元的跨領域作企劃。
《鋼鐵少女》被認為是最早有明確故事及在設計上有完整系統化（但並非最早繪製艦娘）的艦娘作品，進而影響了日本同樣是以船艦為主題並將其擬人化的遊戲《艦隊Collection》；早在《艦隊Collection》上架前兩個月，日本網路媒體GAME Watch就以「給日本帶來衝擊的美少女戰艦是如何誕生的」為題對皇宇進行專訪，並由《艦隊Collection》遊戲製作人田中謙介於皇宇畫集《鋼鐵少女圖鑑》上市時撰寫了推薦文。

## 作品列表
- 《少女兵器(Girl Arms)》系列[9]- 角色設定/插圖/原畫
- 《陽炎少女 -丹陽-》 - 角色設定/插圖/原畫
- 《鋼鐵少女》系列 - 漫畫連載[10]
- 《Sweepa！》 - 漫畫連載中

### 參與作品
- 《桃色大戦對對碰》線上遊戲 - 部分角色設定/插圖/原畫
- 《百萬亞瑟王》手機遊戲 - 部分角色設定/插圖/原畫[11]
- 《龍族金幣》手機遊戲 - 部分角色設定/插圖/原畫
- 《英雄獵人》手機遊戲 - 部分角色設定/插圖/原畫
- 《鎖鏈戰記》手機遊戲 - 部分角色設定/插圖/原畫
- 《請命令！提督Sama》手機遊戲 - 部分角色設定/插圖/原畫—扶桑號戰艦
- 《艦隊Collection》網頁遊戲 - 部分角色設定/插圖/原畫—塞繆爾·B·羅伯茨號（USS Samuel B. Roberts，DE-413）、約翰斯頓號（USS Johnston，DD-557）、弗莱彻号（USS Fletcher，DD-445）、休士頓號（USS Houston，CA-30）、南達科他號（USS South Dakota，BB-57）、華盛頓號（USS Washington，BB-56 ）、北安普敦號（USS Northampton，CA-26）、蘭利號（USS Langley，CVL-27）
- 《這一次冥婚辦完，我們家就可以湊一桌麻將了呢！》輕小說 - 封面設計/插圖
- 《重裝戰姬》手機遊戲 - 插圖/原畫—芸媚

## 著作權紛爭
- 2015年底，皇宇創作的《鋼鐵少女》經友善之地文創老闆王士豪先生，談成了授權製作成手機遊戲，授權金約新台幣300多萬，王士豪對皇宇提出公司提高分成至六成。而皇宇在兩個月後卻僅收到新台幣40萬的授權費用，王士豪表示其他超過三分之二的收入必須攤提公司的支出，公司發給固定職員的薪資，甚至王士豪出國的旅費。且之後皇宇於繪製手機遊戲立繪時，每組稿費僅收到約原定分成的6成。
- 2016年11月底，皇宇被友善之地文創老闆王士豪單方面告知兩個正在進行中的日本合作都中止，並被強行要求簽下兩張約，其中一份為保密合約，另一份約將過去九年的作者與經紀人關係扭曲成業務授予，將皇宇變成一個公司下的包商，並企圖將少女兵器與鋼鐵少女的著作權全部拿走，友善文創主張擁有百分之百的著作權，而作者反而是零。
- 12月底，皇宇查出鋼鐵少女的授權金實約新台幣900多萬，王士豪涉嫌隱匿短報收入，而王士豪以保密為由禁止開發方職員再跟皇宇老師聯繫。[12]
- 2017年2月13日，皇宇宣布結束和友善合作。[13]
- 2017年3月1日，上述情事見報曝光，皇宇與友善之地文創的臉書皆發布聲明。[14]皇宇正式對友善之地文創及老闆王士豪提出告訴，案件目前仍在審理中。
- 2020年4月3日，刑事宣判不起訴，皇宇於個人臉書表示未來仍會繼續打後續著作權訴訟和民事求償。
- 2022年9月13日，案情出現逆轉，智慧財產法院二審宣判其著作財產權以及著作人格權均歸皇宇所有，這讓多數讀者認為這乃是關鍵性的勝利。[15][16]
- 2022年12月15日，王士豪因不服二審時的審判結果，向最高法院提起第三審上訴，最後因不符三審上訴條件而遭到駁回定讞，皇宇表示長達五年的著作權糾紛終於畫下句點，往後會繼續推出鋼鐵少女或少女兵器的角色給讀者們分享，但也痛批王士豪是企圖奪取創作者的著作權和作品利益的騙子，且將繼續提起民事訴訟求償。[17][18]

## 外部連結
- ZECO的Youtube頻道（每週三及週六晚上會不定期開播）
- 「zeco」のプロフィール - pixiv （页面存档备份，存于）
- ZECO (@ZECOXZECO) | Twitter （页面存档备份，存于）
- 少女兵器諜報部2.0 - Facebook （页面存档备份，存于）
- 少女兵器諜報部 （页面存档备份，存于）
- 鋼鉄少女_広報局 (@battleship_girl) | Twitter （页面存档备份，存于）
- 鋼鐵少女委員會 - Facebook （页面存档备份，存于）
- Friendly Land 友善文創 （页面存档备份，存于）
- 友善文創(Friendly Land) - Facebook （页面存档备份，存于）
- 鋼鐵少女 哈啦板 - 巴哈姆特（漫畫） （页面存档备份，存于）
- 陽炎少女-丹陽: CCC創作集-數位典藏與數位學習國家型科技計畫成果入口網 （页面存档备份，存于）